# ユダヤ古代誌

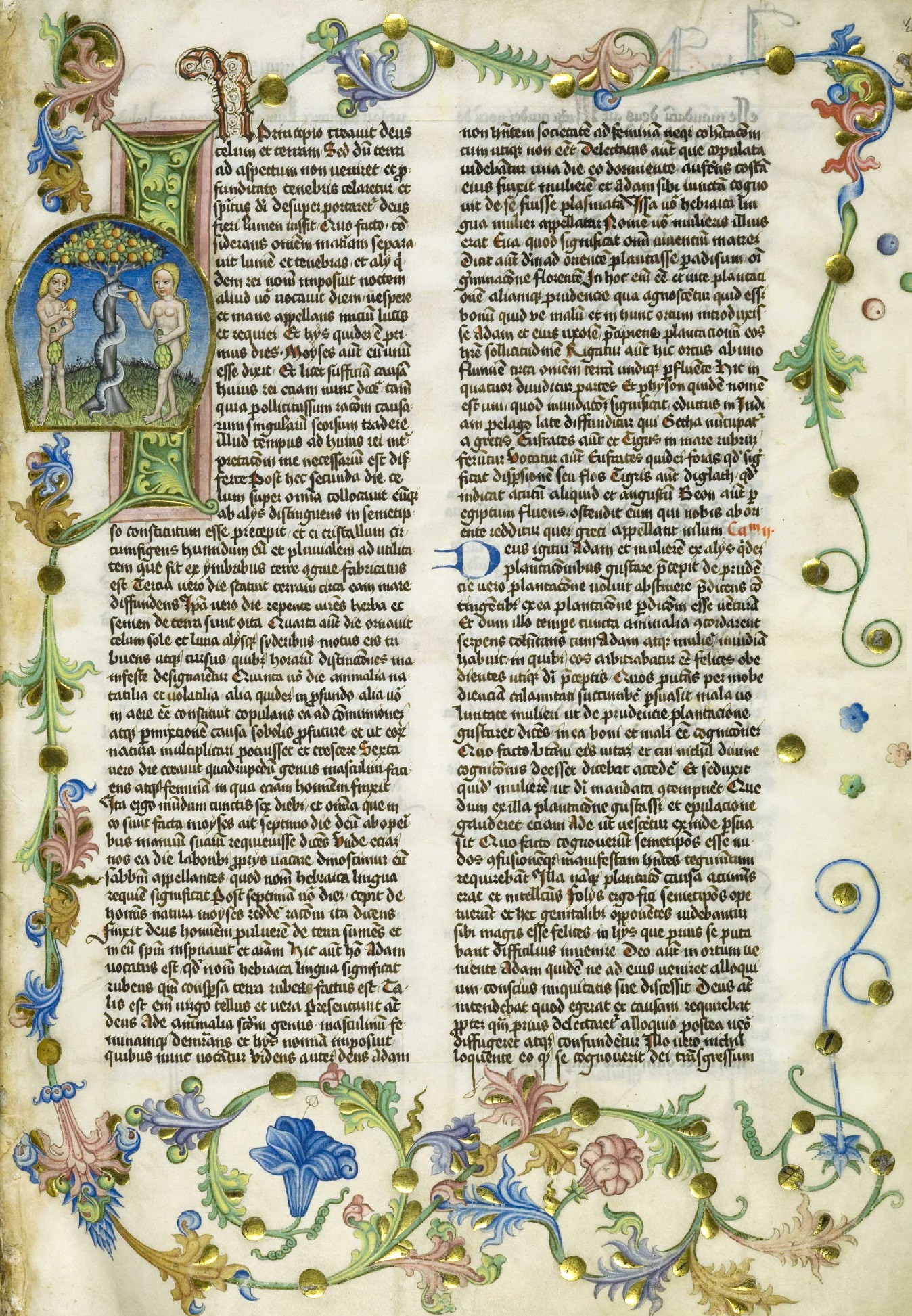
1466年、Antiquitates Iudaiceの紙葉、ポーランド国立図書館所蔵。

ユダヤ古代誌(ユダヤこだいし、ギリシア語: Ἰουδαϊκὴ ἀρχαιολογία, Ioudaikē archaiologia; ラテン語: Antiquitates Judaicae)とは、ユダヤ人の歴史家であるフラウィウス・ヨセフスによって書かれた、天地創造からユダヤ戦争の直前までが記述されている全20巻のユダヤ史書である。フラウィウス・ドミティアヌスの治世下のおよそ西暦94年もしくは95年に書かれた。ヨセフスの後援者である非ユダヤ人のためにギリシア語で書かれている。始めの10巻はヘブライ語聖書のモーセ五書から歴史書の範囲が、後の10巻は聖書の範囲を超えてユダヤ戦争直前までのユダヤ人の歴史が綴られる。その全20巻という構成とユダヤ古代誌というタイトルは、ディオニュシオスのローマ古代誌に倣ったとされる。ヨセフスのもう一つの著作であるユダヤ戦記とともに、ユダヤ古代誌は初期のキリスト教や1世紀のユダヤ教の理解を望む歴史家に対して価値ある背景を提供しており（ただし、キリスト教徒が一番知りたいイエス誕生から処刑までの時代はちょうどヨセフスの主要参考にした資料の途切れ部分らしく、前後に比べるとやや密度が薄くなっている。）、ヨーロッパのキリスト教徒や知識人階級によって聖書に次いで多く読まれてきた書物である。

## 構成
全20巻から成る。
- 第1巻 : 天地創造から、イサクの死まで。全22章。
- 第2巻 : イサクの死から、出エジプトまで。全16章。
- 第3巻 : 出エジプトから、神の怒り（一世代の拒絶）[注 2]まで。全15章。
- 第4巻 : 神の怒り（一世代の拒絶）から、モーセの死まで。全8章。
- 第5巻 : モーセの死から、エリの死まで。全11章。
- 第6巻 : エリの死から、サウルの死まで。全14章。
- 第7巻 : サウルの死から、ダビデの死まで。全15章。
- 第8巻 : ダビデの死から、アハブの死まで。全15章。
- 第9巻 : アハブの死から、バビロン捕囚まで。全14章。
- 第10巻 : バビロン捕囚から、キュロス2世の初年まで。全11章。
- 第11巻 : キュロス2世の初年から、アレクサンドロス大王の死まで。全8章。
- 第12巻 : アレクサンドロス大王の死から、ユダ・マカバイの死まで。全11章。
- 第13巻 : ユダ・マカバイの死から、アレクサンドラ女王の死まで。全16章。
- 第14巻 : アレクサンドラ女王の死から、アンティゴノスの死まで。全16章。
- 第15巻 : アンティゴノスの死から、ヘロデ神殿の完成まで。全11章。
- 第16巻 : ヘロデ神殿の完成から、アレクサンドロス[注 3]とアリストブロス[注 3]の死まで。全11章。
- 第17巻 : アレクサンドロスとアリストブロスの死から、アルケラオス[注 3]の追放まで。全13章。
- 第18巻 : アルケラオスの追放から、パルティア領バビロニアにおける受難まで。全9章。
- 第19巻 : パルティア領バビロニアにおける受難から、ユダヤ属州長官クスピウス・ファドゥスまで。全9章。
- 第20巻 : ユダヤ属州長官クスピウス・ファドゥスから、ユダヤ属州長官ゲッシウス・フロールスまで。全11章。

## 内容
ヨセフスはユダヤ古代誌の序文にて、この大きな仕事を成し遂げるにあたっての動機を以下のように記述している。
ヨセフス研究家であるルイス・H・フェルトマン（英: Louis Harry Feldman）は、ヨセフスの時代に流布していたユダヤ人に対するいくつかの誤解について焦点をあててヨセフスの執筆動機を説明している。即ち、ユダヤ人には偉大な歴史上の人物や、信頼できる歴史が欠落していると考えられていた。彼らはまた、非ユダヤ人に対する敵意を内に隠していると非難され、一般的に忠誠心や権威に対する尊敬、慈善の気持ちに欠いているとも思われていた。このようなローマ帝国によるユダヤ人に対する激しい非難を受け、ヨセフスはユダヤ史のギリシア語版を提供しようと乗り出した、というように解説される。Christopher T. Beggもまた、ユダヤ人に対する敬意と同情を非ユダヤ人たちから引き出すことがヨセフスの執筆目的だったと説明している。秦剛平は、当時のオリエントからローマまで広く共有されていた、古い歴史とその歴史からの連続性を持っている民族は高貴であり歴史の浅い民族は卑賎であると考える歴史意識が、ヨセフスを天地創造からユダヤ戦争まで途切れなく続くユダヤの歴史の執筆に向かわせたとしている。
このような目的を達成するため、ヨセフスは聖書物語において特定の記述を省略し、ギリシア的な内容への書き換えすら行った。例えば、聖書物語でモーセはヘブライ人を救うためとはいえエジプト人を殺害してしまったためにミディアンへ逃れざるを得なくなったが、ヨセフスはこのエピソードを、遠征で実績を上げたモーセに嫉妬したエジプト人たちとその王が彼を殺害しようとしたためにミディアンへと逃れたのだと改変している。他にも、出エジプトにおいて紅海で神の奇跡によって救われた後にモーセとイスラエルの民が歌った「海の歌」はヨセフスのテキストにおいて完全に省略されているが、その代わりに古代ヘブライの韻律よりもむしろギリシア的な六歩格（ヘクサメトロス）の詩をモーセが神に捧げたと記している。別の例として、異教徒の反ユダヤ主義に対する懸念から、ヨセフスはシナイ山におけるイスラエル人の記述から金の子牛に関する逸話の全てを省略している。これは、ユダヤ人が神殿でロバの頭を崇拝しているというアレクサンドリアの反ユダヤ主義者による中傷の裏付けに聖書の記述が利用されるかもしれないとヨセフスが恐れたためであると示唆される。このような中傷はヨセフスの『アピオーンへの反論』2:80のみならず、タキトゥスの『同時代史』5:4やディオドロスの『歴史叢書』などにも見られ、当時広く流布していたと考えられている。フェルトマンはヨセフスがアロン系の司祭集団に属していたことに着目し、アロンの失態である金の子牛の逸話の翻訳は都合が悪かったのだと指摘している（『出エジプト記』32：3の金細工の牛の偶像を「あなたたちをエジプトから連れ出した神々」と話す人物はヘブライ語版では複数でアロンに偶像制作を要求した人々のようにも読み取れるが、ヨセフスが参考にした七十人訳聖書では単数形でアロンが進んで金の牛を神と認識している描写になっている）。
類似の例として、創世記第35章に記されている、イスラエルの祖であるヤコブの長子ルベンがヤコブの妾であるビルハとの姦淫を犯した事件もまた、都合の悪い醜聞的な事件として割愛されている。さらに、ヨセフスは古代誌第12巻の大部分を割いて七十人訳聖書の翻訳事業について記述しているが、これは当時のエジプト王プトレマイオス2世がユダヤ人に対して寛大な文化事業を行ったのと同様に、ローマ皇帝にもユダヤ人に対して寛大であってほしいという請願の意味が込められていると考えられている。
また、ヨセフスはその記述の史実性をローマ人へとアピールするために、当時のローマ世界で知られていた聖書外の資料を広く参照し、それらを傍証として利用した。例えば、洪水物語においてはカルデアの神官やシリアの歴史家ダマスコのニコラウスの言葉を引用し、幾人ものエジプト人著述家の名を挙げて彼らもまた同様に洪水物語を書き残していると述べている。また、ネブカドネザル2世によるバビロン捕囚時代の事績に関しても、ベーローソスの『カルデヤ史』からの長大な引用を含めている。こうしたヨセフスの引用によって、現存しない文書（例としてダマスコのニコラウスや、ストラボンの歴史書など）の内容についてある程度だが手がかりになっている 。
ユダヤ古代誌の特徴として、聖書では時間の流れが前後しており話の筋を追いにくい部分が時系列順に並べ替えられていたり、出エジプト記後半からレビ記にかけて長々と説明される煩雑な宗教的規定を列挙せず簡潔にまとめたり、ローマ人が好むような語源的説明を個々の言葉に対して加えたり、単に時系列順に淡々と語るのではなくヨセフス自身の創作と考えられている演説文を各所に挿入して物語に起伏をつけるなど、非ユダヤ人であるギリシア人やローマ人を読者として意識した作品となっている。このような著者が創作した演説文を登場人物に仮託して語らせることによって盛り上がりを作る手法は紀元前5世紀の歴史家トゥキディデスの時代より歴史記述家たちが一般的に行っていた手法であり、例えばヨセフスとほぼ同時代の歴史家タキトゥスの『同時代史』においても登場人物が語る演説を重要な局面で劇的に挿入するという手法が使われている。
ヨセフスのユダヤ古代誌は旧約聖書と新約聖書の間の中間時代を繋ぐために不可欠な情報源である。ユダヤ古代誌には、「フラウィウス証言」（羅: Testimonium Flavianum）として知られる記述を含むイエスについての同時代的な記録が含まれており、この記述の真偽性など巡って激しい論争が繰り広げられている。

### キリスト教関連
イエス関連
「フラウィウス証言」（羅: Testimonium Flavianum）と呼ばれる、イエスに関するわずか8文から成る簡素かつ称賛的な記述が、第XVIII巻3章3節（通算第63-64節）に収録されている。
これの真偽については学者ごとに真実性を認めるものから否定するものまであり、真実としてものちのキリスト教徒による加筆があったのではないかともしている学者もいる。
一例として「イエスの話自体は元からあったが後半部は加筆」という立場を取るエミール・シューラーの場合『イエス・キリスト時代のユダヤ民族史』の第2期第17節補説IIで以下のように解説をしている。

（この補説II自体はP.ウィンターという人が発表したものだが、シューラー自身が死ぬ少し前にこれをもとに改訂版を書いている。）
- 現在「真理（ΤΑΛΗΘΗ）」として伝わっている単語はつづりが似ている「常ならざること（ΤΑΑΗΘΗ）」の誤記の可能性もありうる。
- 「クリストス（キリスト）と呼ばれたイエス」というのは同名のイエスたちと区別するのに、この呼び方が一番わかりやすかっただけでヨセフスがイエスをどう思ってたかとは関係ない。むしろ後世のキリスト教徒の書き込みならそのようなあいまいな言い方はしないだろう。
- この文では「賢人（Σοφός ἀνήρ）」とイエスを呼んでいるが、キリスト教徒ではこの表現はあまり使われない（イエスの唯一性の概念と矛盾するので）のでこの付近はヨセフスが書いた可能性が高い。
- 逆に後半の「この者はキリストであった」は福音書に見られる記述で、「キリストと呼ばれた」という前述の言い方とも口調が違うので後のキリスト教徒による書入れの疑いが強い。
- また「実際に彼を人と呼ぶことが～」の付近もイエスの神性前提なので「賢人」と食い違うので書入れの疑いが強い。（これ以外に「すると彼は三日目に～」なども書入れではないかとシューラーは主張した。）
- 以上より疑わしい部分を除くと文脈的に不自然な部位があるので欠落して書入れで埋められた部位あることが想像でき、洗礼者ヨハネの話では、彼の活動から処刑の下りを書いているので「イエスがしたこと（「奇跡」だけではなく具体的な事）」や「イエス処刑への流れ」があったのではないか、またフラウィウス証言に続く通算第65節（第3章4節）で「恐ろしい事（何かは書かれていない）がユダヤ人たちの間に騒乱を起こした話」に触れていながら、速攻ローマで同時期に起きたスキャンダルに移行しているので、この付近（通算62－65章）に何かあった可能性が強い。

しかし（ユダヤ戦争につながる話をメインにまとめた）『ユダヤ戦記』にはいっさいイエスに関する話がない（一部ある写本もあるが後世の書入れとされる、後述の洗礼者ヨハネやヤコブの話も『ユダヤ戦記』にはない。）事、「賢人（Σοφός ἀνήρ）」をヨセフスは皮肉の意味ではほぼ使わないので、「イエスが暴動を扇動した」ような記述ではなく（こうした人物をヨセフスは基本的に非難している）、むしろヨハネやヤコブの処刑のように「イエスが処刑されたという行為が（ひどいことだと）騒ぎになった」ことではないかとシューラーは結んでいる。
洗礼者ヨハネ、イエスの兄弟ヤコブ
また、上記の記述のしばらく後には、洗礼者ヨハネやキリストと呼ばれたイエスの兄弟ヤコブなどの話が出てくる（第XVIII巻5章2節と第XX巻9章1節）。
ヨハネの方はヘロデ（アンティパス）が妃ファサエリスの父であるペトラ王アレタスとの戦争で全軍が壊滅してしまったという文脈において、それが「ユダヤ人の中の心ある人びとにとっては、神の意志に基づく復讐劇のように思われた」という書き出しで、その理由として、ヨアンネス(ヨハネ)という人望を集めた善人が不穏分子と思われてヘロデに処刑されてしまった経緯が記述されている。
ヤコブの方はユダヤ総督フェストスが急死して後任の総督アルビノスがユダヤに来るまでの間に、就任から間もない大祭司アナノス（同名の大祭司2人のうちの息子の方）が性急で裁きの点で冷酷無情だったため総督不在の今を絶好の機会と考え、ヤコブを律法を犯したかどで訴え石打ちで処刑したというもので、後日これを問題視した公正さや法律厳守を重んじる人たちがアグリッパス2世にこれを密告したり、アレクサンドリアから向かう最中のアルビノスにこれを連絡したので、アナノスは罷免されたという締めになっている。

## 原稿
ユダヤ古代誌の現存するギリシア語写本の中で最も古いのものとして、バチカン図書館に所蔵されているパラティヌスコデックスがある。9世紀から10世紀のものとされており、第11巻から第17巻までの部分が含まれるが、破損箇所が多く判読困難な部分が多い。完全なギリシア語の写本としては11世紀のものがあり、それはミラノのアンブロジアーナ図書館でAmbrosianus 370 (アンブロシウス写本、F 128) として保管されている。第11巻から第20巻までの後半部分が含まれており、文献学者らは他の写本との一致性などからこのアンブロシウス写本を信頼性の高い写本であると考えている。第1巻から第10巻までの前半部分が含まれるギリシア語写本としては、14世紀のパリ・レーギウスコデックスや15世紀のオックスフォードコデックスが、信頼性の高い写本として知られている。ユダヤ古代誌は伝統的に5巻毎の4分割や前半後半10巻毎の2分割で保存されてきたため、古いギリシア語写本で第1巻から第20巻までの全てが揃っているものは現存しない。書籍の内容を書き写す写本という形で複製が作成されてきた以上は転写の段階での欠落・脱文・修正・加筆・削除などによる本文テキストの変化が不可避であるが、他の文献にユダヤ古代誌の本文がそのまま引用されていたり、本文の一部を抜き出した抜粋版が作成されたり、他の言語に翻訳されるなどによって、より古い形のテキストが保存されている場合がある。

## 翻訳
最も初期の翻訳として、5世紀始めに翻訳されたラテン語版があるがその翻訳者が誰であるかは分かっていない。このラテン語版とは別に、カッシオドルスの命によって翻訳されたラテン語版も存在し、その他随時ギリシア語からラテン語への翻訳が行われていったと考えられている。このラテン語版は、ギリシア語版写本が転写を繰り返すことにより脱落してしまった本文を補うために利用されてきた。1456年にグーテンベルク聖書が発行されてから14年後の1470年にはラテン語版ユダヤ古代誌が印刷技術によって発刊され、それに引き続きヨーロッパ各地で印刷されたことでラテン語版ユダヤ古代誌は広く普及した。ラテン語版に遅れること74年、1544年に初めてギリシア語版が印刷・発刊されると、ラテン語版は次第にギリシア語版に置き換わっていった。
最も著名な訳書の一つに、1737年にウィリアム・ウィストンによって英語訳されたヨセフス全集があり、英語圏においては英訳版といえばウィストン訳を指すほどだったが、当時はまだ信頼できるギリシア語の底本が利用できなかったこともあり過大評価であるとされている。より近年の英語訳としては、ローブ・クラシカルライブラリーに含まれるH.サッカレーおよびラルフ・マーカス、ルイス・フェルドマンによる訳（サッカレー訳：1-2巻、マーカス訳：2-7巻、フェルドマン訳：8-9巻）などがある。日本語訳としては1979年から1984年にかけて山本書店より刊行された秦剛平によるものおよび、その後刊行された再編版（筑摩書房版）がある。

## 日本語訳
- 『ユダヤ古代誌』（全6冊） 秦剛平訳、ちくま書房（ちくま学芸文庫）、1999年-2000年
  - 1 旧約時代篇（第1巻-第4巻）
  - 2 旧約時代篇（第5巻-第7巻）
  - 3 旧約時代篇（第8巻-第11巻）
  - 4 新約時代篇（第12巻-第14巻）
  - 5 新約時代篇（第15巻-第17巻）
  - 6 新約時代篇（第18巻-第20巻）

## 脚註

### 註釈
1. ↑  通して読むとヘロデ大王の時代に比べてアルケラオスの統治下時代の話が在位期間が父より短いことを考えても異様に少ない。
これより何度か参考文献として名を上げている「ダマスコのニコラウス（ヘロデに仕えた人物）の歴史書」（現存しない）がこのあたりで終わっており、ここからしばらく（ヨセフスは西暦37年前後の生まれなので本人の記憶はこれ以後になる）はあまり詳しくない別の資料を元に記述したと考えられている。
（E・シューラー『イエス・キリスト時代のユダヤ民族史 I』、小河陽 訳、株式会社教文館、2012年、ISBN 978-4-7642-7351-1、P61）。
2. ↑  「荒野の40年」の始まり。
3. 1 2 3  全てヘロデ大王の息子。
4. ↑  Louis Harry Feldmanの著書を数多く出版していた山本書店は、「Louis Harry Feldman」を「L・H・フェルトマン」と邦訳している[8][9]。
5. ↑  原文はギリシャ読みの「洗礼者と呼ばれたヨアンネス」と「クリストスと呼ばれたイエススの兄弟ヤコボス」。

### ウィリアム・ウィストン訳
- Whiston translation of Antiquities of the Jews
- Antiquities of the Jews - プロジェクト・グーテンベルク
- The Antiquities of the Jews パブリックドメインオーディオブック - LibriVox
- ギリシア語-英語対訳

### ローブ・クラシカルライブラリー版
- Loeb Classical Library Josephus Volume 4 Antiquities of the Jews Books 1-4
- Loeb Classical Library Josephus Volume 5 Antiquities of the Jews Books 5-8
- Loeb Classical Library Josephus Volume 6 Antiquities of the Jews Books 9-11
- Loeb Classical Library Josephus Volume 7 Antiquities of the Jews Books 12-14